# Mimoides
Genre
Mimoides est un genre de papillons de la famille des Papilionidae et de la sous-famille des Papilioninae, dont les espèces sont présentes au Mexique et en Amérique du Sud.

## Dénomination
Le nom Mimoides a été donné par Keith Spalding Brown (d) en 1991.

## Liste d'espèces
Selon BioLib (28 janvier 2021) :
- Mimoides aconophos (Gray, 1853) ; parfois considérée comme sous-espèce de Mimoides thymbraeus
- Mimoides ariarathes (Esper, 1788) ; Nord de l'Amérique du Sud dont la Guyane
- Mimoides euryleon (Hewitson, 1856)
- Mimoides ilus (Fabricius, 1793) ; Mexique, Panama, Honduras, Guatemala, Nicaragua, Costa Rica et Venezuela
- Mimoides lysithous (Hübner, 1821) ; Paraguay et Brésil
- Mimoides microdamas (Burmeister, 1878) ; Sud du Brésil, Argentine et Paraguay
- Mimoides pausanias (Hewitson, 1852) ; Nord de l'Amérique du Sud
- Mimoides phaon (Boisduval, 1836) ; Mexique, Honduras, Venezuela, Équateur et Colombie
- Mimoides protodamas (Godart, 1819) ; Brésil
- Mimoides thymbraeus (Boisduval, 1836) ; Mexique, Salvador et Honduras
- Mimoides xeniades (Hewitson, 1867) ; Colombie, Bolivie, Équateur et Pérou
- Mimoides xynias (Hewitson, 1875) ; Bolivie, Équateur et Pérou